# Jean-Claude Colotti
Jean-Claude Colotti (La Tronche, 1 de juliol de 1967) va ser un ciclista francès, que fou professional entre 1986 i 1996. El seu principal èxit esportiu és una victòria d'etapa al Tour de França de 1992.

## Palmarès
- 1987
  -  Campió de França de persecució
  - 1r al Tour de Vendée
- 1988
  - 1r al Gran Premi Saint-Etienne Loire
  - Vencedor d'una etapa del Circuit de La Sarthe
- 1989
  - 1r al Gran Premi de Plouay
- 1990
  - Vencedor d'una etapa de la Volta a Burgos
  - Vencedor d'una etapa de la Midi Libre
- 1991
  - 1r a Lisieux
  - 1r a Nantes
  - 1r als Sis dies de Grenoble (amb Philippe Tarantini)
  - Vencedor d'una etapa del Tour del Llemosí
- 1992
  - 1r a Dijon
  - 1r a Hendaia
  - Vencedor d'una etapa del Tour de França
  - Vencedor d'una etapa de la Setmana Catalana
  - Vencedor d'una etapa del Tour d'Armòrica
- 1993
  - Vencedor d'una etapa del Tour del Llemosí
- 1994
  - 1r als Sis dies de Nouméa (amb Jean-Michel Monin)
  - 1r als Sis dies de Grenoble (amb Dean Woods)
- 1996
  - 1r a Riom

### Resultats al Tour de França
- 1987. Abandona (16a etapa)
- 1988. 55è de la classificació general
- 1989. 67è de la classificació general
- 1990. 50è de la classificació general
- 1991. 80è de la classificació general
- 1992. 95è de la classificació general. Vencedor d'una etapa
- 1993. 133è de la classificació general
- 1994. Abandona (15a etapa)
- 1996. Abandona (17a etapa)

### Resultats al Giro d'Itàlia
- 1990. 95è de la classificació general